# Al Mighlaf (huyện)
Huyện Al Mighlaf là một huyện thuộc tỉnh Al Hudaydah, Yemen. Đến thời điểm năm 2003, huyện này có dân số 39436 người